# NGC 6284
NGC 6284 là cụm sao cầu nằm trong chòm sao Xà Phu. Cụm sao này được nhà thiên văn học người Anh gốc Đức William Herschel phát hiện vào ngày 22 tháng 5 năm 1784 và được định danh là IX trong sơ đồ phân loại hình thái thiên hà. Nó cách Trái Đất khoảng cách 49.900 năm ánh sáng.